# Хьюстон Интерконтинентал

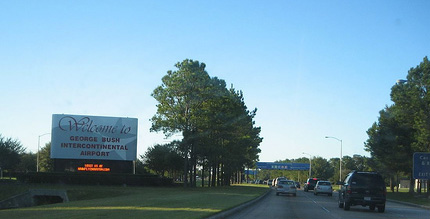

Аэропорт Хьюстон Интерконтинентал имени Джорджа Буша (англ. George Bush Intercontinental Airport), (ИАТА: IAH, ИКАО: KIAH, FAA LID: IAH) — международный аэропорт, находящийся в городе Хьюстон (Техас), США и входящий в территорию области Большой Хьюстон.
Аэропорт расположен в 32 километрах к северу от центра Хьюстона между Межштатной автомагистралью 45 и Федеральной автомагистралью 59 и является вторым аэропортом в стране по величине занимаемой площади после Международного аэропорта Даллас/Форт-Уэрт, размещаясь на 40 квадратных километрах. Аэропорт Хьюстон Интерконтинентал обрабатывает регулярные и чартерные рейсы внутри США и международные маршруты в Азию, Канаду, Мексику, страны Карибского бассейна, Центральной Африки, Европы, Южной Америки, Ближнего Востока и Африки. Аэропорт носит своё название в честь 41-го президента Соединённых Штатов Джорджа Г. У. Буша, и до конца ноября 2018 года являлся при этом одним из двух аэропортов США (вместе с Международным аэропортом Сан-Хосе имени Нормана Минеты), названных в честь живущих государственных деятелей страны.
По данным статистики услугами Аэропорта Хьюстон Интерконтинентал в 2008 году воспользовалось 43 176 478 пассажиров, что вывело его на восьмое место в списке самых загруженных аэропортов Северной Америки по показателю объёмов пассажирских перевозок. В 2006 году Министерство транспорта США назвало Хьюстон Интерконтинентал одним из десяти наиболее быстроразвивающихся аэропортов Соединённых Штатов.
Аэропорт Хьюстон Интерконтинентал является штаб-квартирой магистральной авиакомпании США Continental Airlines, а также её крупнейшим главным транзитным узлом (хабом), обеспечивающим до 1400 ежедневных вылетов и прилётов воздушных судов этой авиакомпании.

## Исторический обзор

Схема взлётно-посадочных полос аэропорта. Федеральное управление гражданской авиации США

Аэропорт Хьюстон Интерконтинентал был открыт для коммерческих авиаперевозок в июне 1969 года и принял на своё обслуживание все пассажирские рейсы из другого хьюстонского Аэропорта имени Уильяма П. Хобби, в котором остались рейсы авиации общего назначения, а спустя два года начали обслуживаться внутренние маршруты и рейсы бюджетных авиакомпаний региона.
Аэропорт Хьюстон Интерконтинентал планировалось сдать в эксплуатацию в 1967 году, однако вносимые по ходу строительства изменения в конструкции и расположения пассажирских терминалов повлекли за собой значительный перерасход средств и задержку сдачи объекта почти на два года. Генеральный подрядчик работ, строительная компания «RF Ball Construction» из Сан-Антонио предъявила иск к муниципалитету Хьюстона на возмещение убытков в размере 11 млн долларов США, который впоследствии был отклонён Верховным судом штата Техас.
В конце 1980-х годов Городской совет Хьюстона рассмотрел внесённое на рассмотрение предложение по переименованию аэропорта в честь конгрессмена от штата Техас Микки Леланда. По сообщению газеты Houston Chronicle один из членов Городского совета Хьюстона Джим Уэстморленд пошутил, что аэропорт следует назвать не именем когрессмена США, а «Международным аэропортом ниггеров», что, по его мнению, реально бы отражало расовое положение в частном секторе города. Реакция населения на столь грубое высказывание привела впоследствии к поражению Уэстморленда на следующих выборах в городской совет.
Предложение по изменению названия было принято лишь частично: вместо смены названия аэропорта в честь бывшего конгрессмена США Микки Леланда было названо здание пассажирского терминала международных авиалиний, позже известного как «Терминал D имени Микки Леланда». Сам же аэропорт в 1997 году был переименован в честь 41-го президента Соединённых Штатов Америки Джорджа Г. У. Буша с внесением в название слова «Межконтинентальный» (англ. Intercontinental).
В 2007 году завершилась полная реконструкция зданий пассажирских терминалов A и B. В 1981 году был сдан в эксплуатацию терминал C имени Льюиса У. Катрера, в мае 1990 года — «Пассажирский терминал международный авиалиний имени Микки Леланда» (в настоящее время известен как терминал D), а 3 июня 2003 года — несколько секторов здания пассажирского терминала E, который полностью был сдан в эксплуатацию 7 января следующего года. Терминал D аэропорта используется для обслуживания всех прибывающих международных рейсов, за исключением самолётов авиакомпании Continental Airlines, которые обслуживаются в здании пассажирского терминала E.
7 января 2009 года самолёт Boeing 737—800 авиакомпании Continental Airlines, вылетев из Аэропорта Хьюстон Интерконтинентал, впервые в мире выполнил демонстрационный полёт американского коммерческого самолёта на биотопливе, в котором использовалась смесь компонентов, полученных из водорослей и ятрофы — второе поколение разрабатываемых видов биотоплива, не загрязняющее атмосферу и не имеющее эффектов вредного воздействия на сельскохозяйственные культуры и водные ресурсы.

## Операционная деятельность
За прошедший 2008 год Аэропорт Хьюстон Интерконтинентал обслужил 43 176 478 пассажиров, став восьмым в списке наиболее загруженных аэропортов Северной Америки по показателю объёмов пассажирских перевозок, седьмым среди всех аэропортов США по объёму международного трафика. а также шестым аэропортом в мире по показателю совершённых взлётов и посадок в год. В настоящее время аэропорт, обслуживая рейсы в 182 пункта назначения, занимает третье место среди аэропортов США по количеству беспосадочных внутренних и международных маршрутов после Международного аэропорта Хартсфилд-Джексон Атланта (239 маршрутов) и Международного аэропорта Чикаго О’Хара (192 маршрута). Кроме того, по данным доклада Министерства транспорта США за 2009 год Аэропорт Хьюстон Интерконтинентал является одним из лучших аэропортов страны по соблюдению времени отправления и прибытия самолётов.
Начиная с 2007 года аэропорт обслуживает 31 маршрут в пункты назначения Мексики — больше, чем любой другой аэропорт США.

### Терминалы и авиакомпании
В составе Аэропорта Хьюстон Интерконтинентал работают пять пассажирских терминалов, занимающих общую площадь в 250 акров (1 квадратный километр).
Аэропорт использует три основные зоны въезда на свою территорию. Бульвар имени Джона Кеннеди представляет собой главную магистраль прибытия в аэропорт, которая пересекается с автомагистралью Гринс-Роуд. Другая главная автодорога Уилл-Клэйтон-Паркуэй проходит по западной части пассажирского комплекса аэропорта. И, наконец, шоссе Харди-Толлуэй-Коннектор является третьей транспортной артерией, соединяющей бульвар имени Джона Кеннеди с системой платных автодорог Харди.
- Терминал A обслуживает внутренние направления и рейсы в Канаду всех авиакомпаний, за исключением Continental Airlines. В терминале также обслуживаются авиакомпании, работающие под торговой маркой (брендом) Continental Connection[18].
- Терминал B используется авиакомпаниями, работающими под брендом Continental Express, на внутренних направлениях и на рейсах в Канаду.
- Терминал C обслуживает внутренние рейсы и направления в аэропорты Канады авиакомпании Continental Airlines.
- Терминал D обслуживает все международные рейсы авиакомпаний, за исключением рейсов Continental Airlines, но включая маршруты авиакомпаний, работающих под брендом Continental Express.
- Терминал E используется Continental Airlines для всех своих международных рейсов, а также для некоторых внутренних маршрутов.

### Терминал A

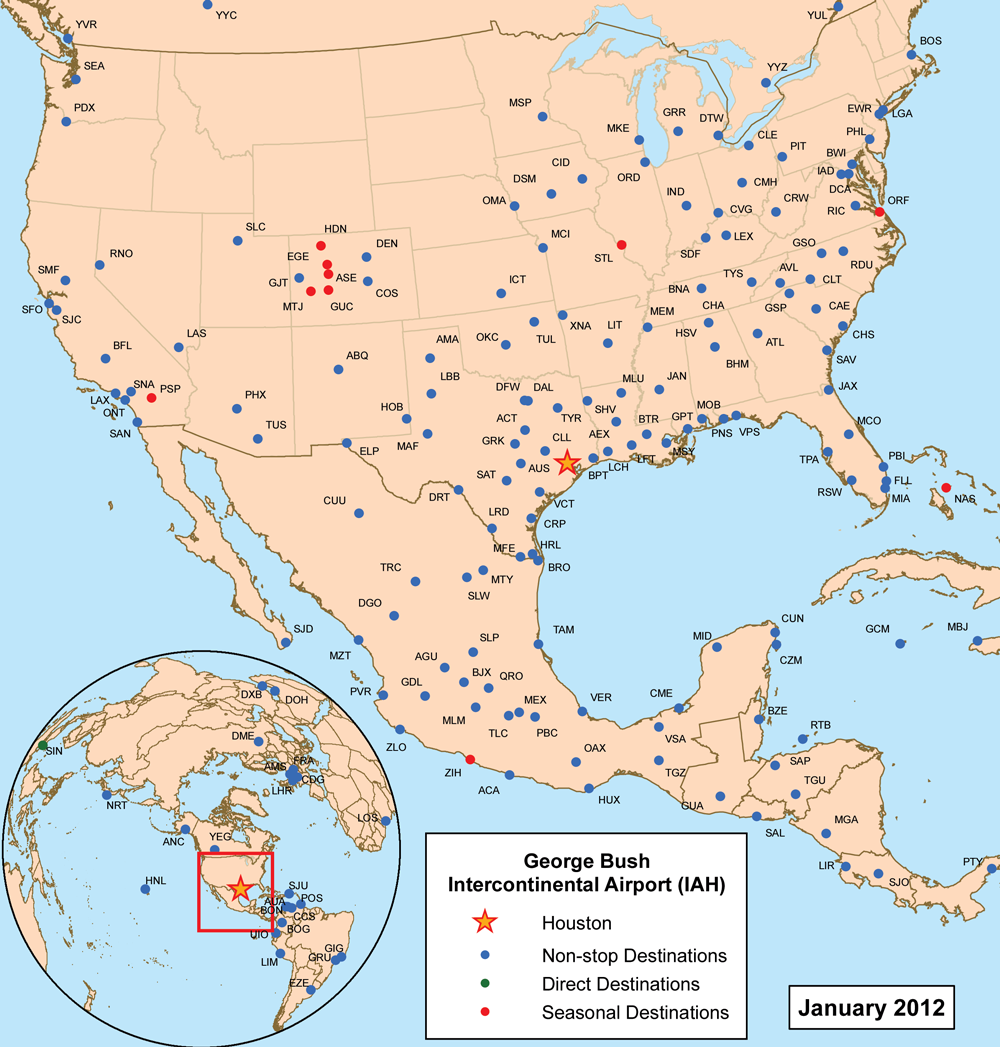
Направления полётов из Аэропорта Хьюстон Интерконтинентал

В терминале работают 20 выходов на посадку (гейтов) — по десять в Северном и Южном конкорсах.

### Терминал B

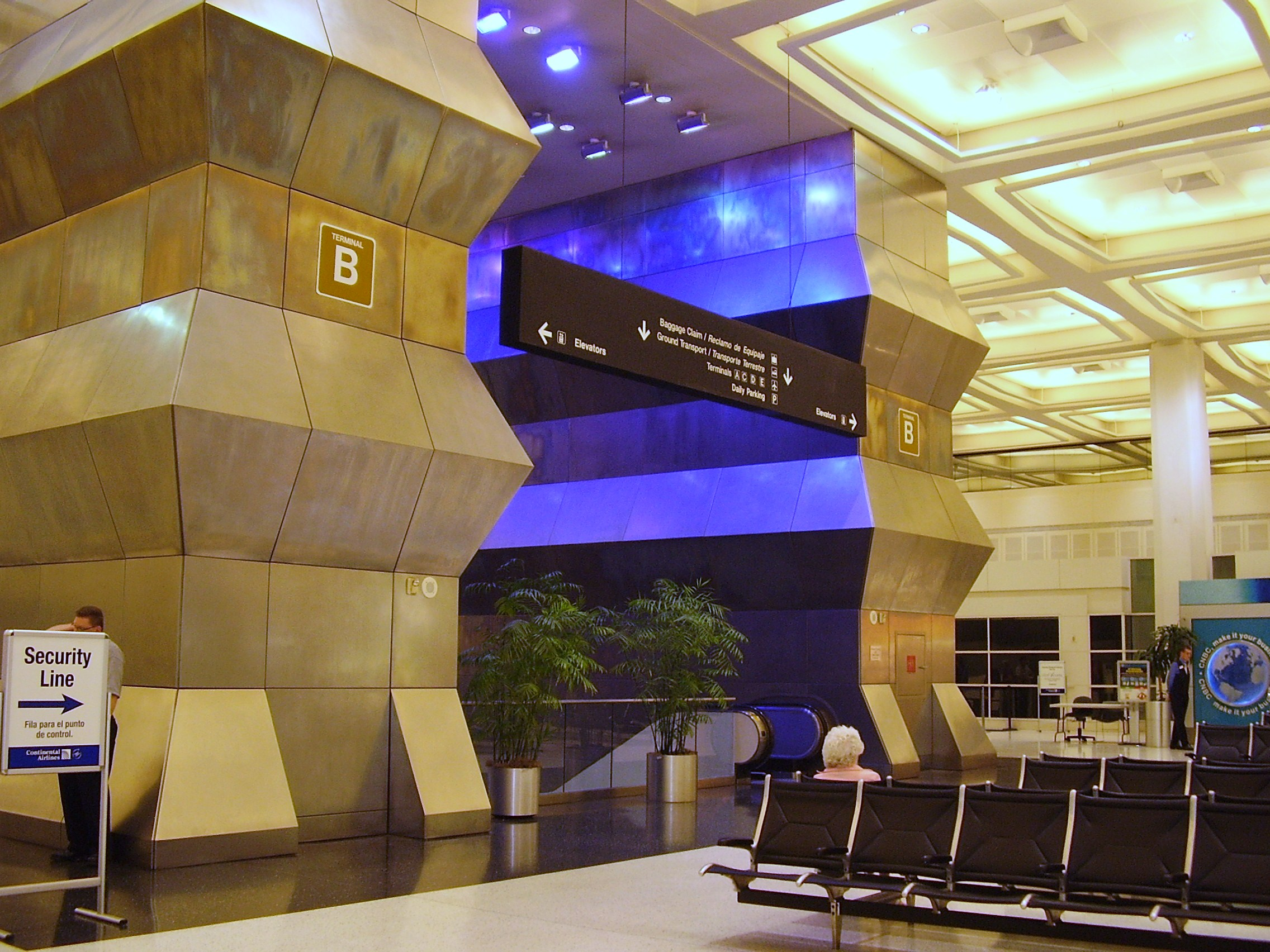
Терминал B

Терминал B содержит 51 гейт (31 из которых оборудованы телескопическими трапами).

### Терминал C

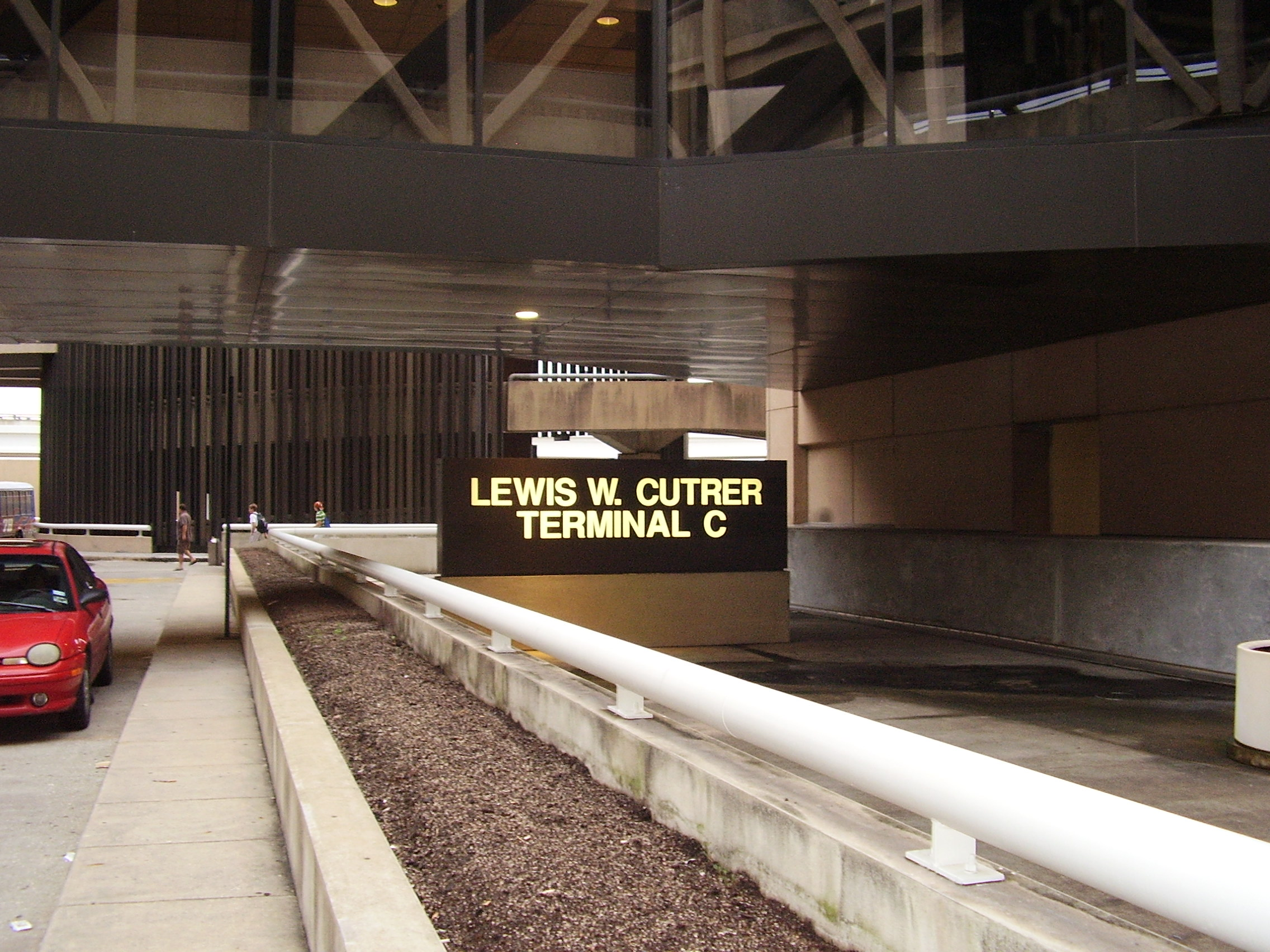
Терминал C имени Льюиса У. Катрера

Терминал C получил своё название в честь бывшего мэра Хьюстона Льюиса У. Катрера и стал третьим пассажирским терминалом после A и B, открытым в 1981 году.
Терминал C содержит 31 гейт. В здании терминала также находится межконфессиональная часовня.

### Терминал D международных линий

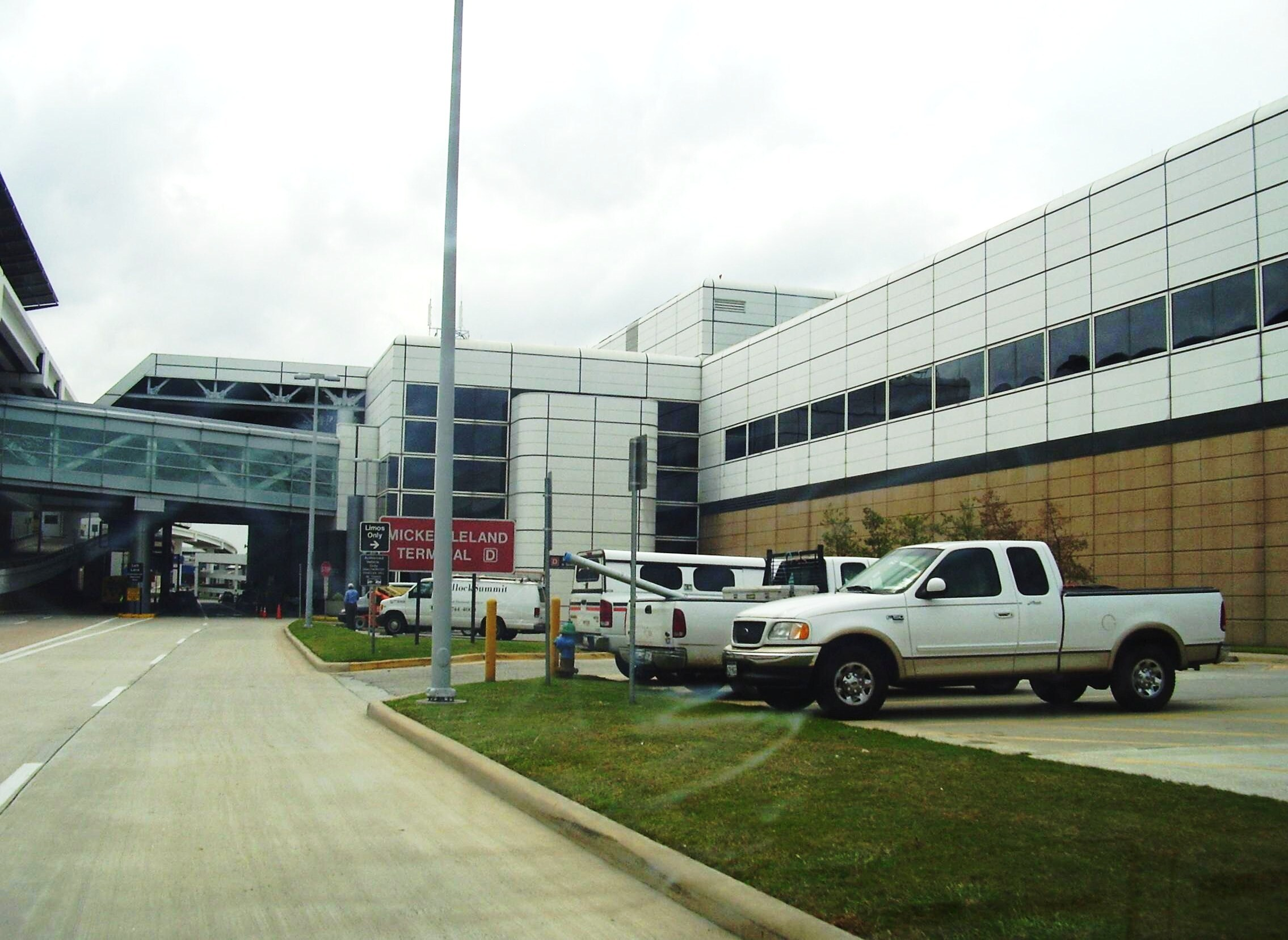
Терминал D имени Микки Леланда

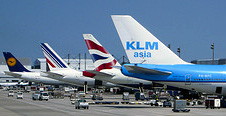
Самолёты авиакомпаний Air France, British Airways, KLM и Lufthansa у телетрапов терминала D

Здание терминала D имени Микки Леланда было открыто в 1990 году и приняло на обслуживание все международные рейсы аэропорта, за исключением рейсов, выполняемых авиакомпанией Continental Airlines. В 2007 году начались работы по реконструкции здания в Терминале D, целью которых является введение в эксплуатацию 20 дополнительных секций регистрации билетов, открытие целого комплекса магазинов и ресторанов, а также массажного салона и салона красоты. Работы по реконструкции и модернизации терминала должны будут завершиться в конце 2009 — начале 2010 года.
Терминал D имеет 12 выходов на посадку и несколько международных залов повышенной комфортности, включая бизнес-залы British Airways Executive, British Airways FIRST, Lufthansa Senator, KLM Crown, Air France, а также залы Executive Loungefor авиакомпаний Singapore Airlines, Emirates Airline, Qatar Airways и Lufthansa.

### Терминал E

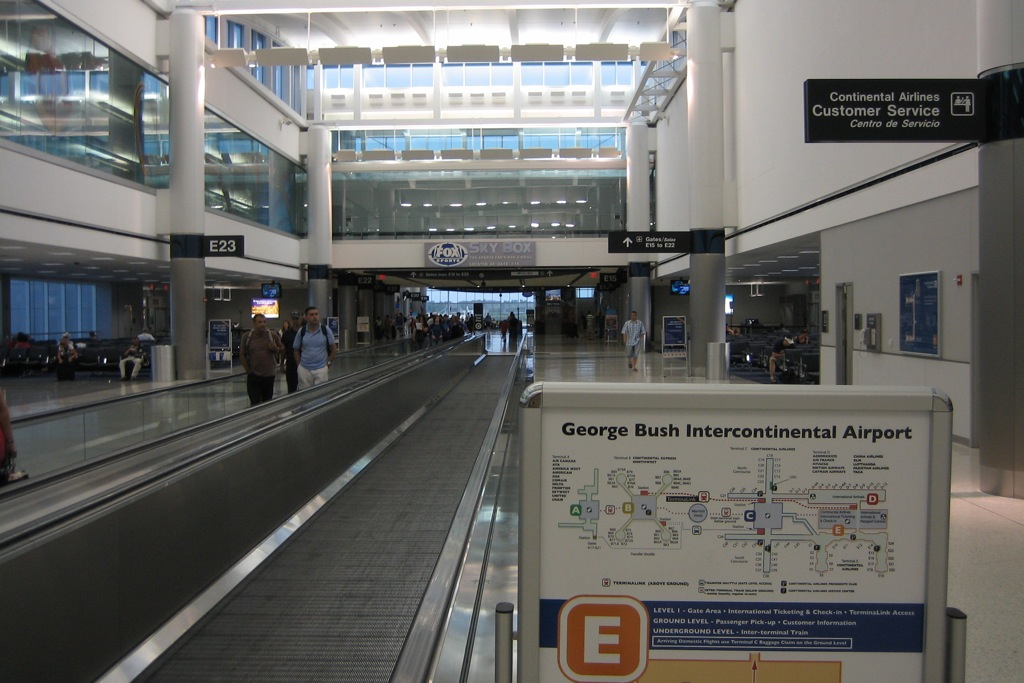
Терминал E — зона обслуживания международных рейсов Continental Airlines

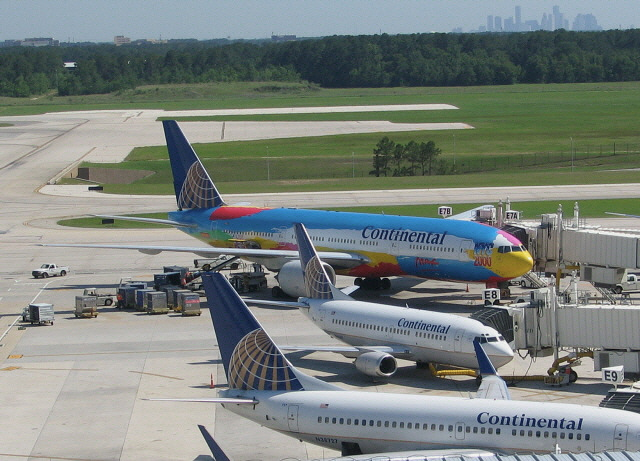
Boeing 777 «Питер Макс» в Аэропорту Хьюстон Интерконтинентал, ливрея была сменена зимой 2007/08 года. На заднем плане — Хьюстон-Даунтаун

Пассажирский терминал E используется только для обслуживания международных рейсов и некоторых внутренних маршрутов магистральной авиакомпании Continental Airlines. Первоначально авиакомпания использовала терминал для внутренних авиаперевозок, однако, после открытия новых помещений Федеральной таможенной службы США перенесла свои международные рейсы в здание Терминала E.
Инфраструктура Терминала E разработана с целью обеспечения максимальной гибкости в обработке больших, средних и малых реактивных самолётов. В настоящее время в терминале обслуживаются все международные магистральные рейсы Continental Airlines, за исключением авиакомпаний, работающих под брендом Continental Express, международные рейсы которых обрабатываются в пассажирском Терминале D.
Терминал E содержит 30 выходов на посадку.

### Транспорт между терминалами
В Аэропорту Хьюстон Интерконтинентал действует наземная железная дорога TerminaLink, связывающая между собой пассажирские терминалы B, C, D и E, а также здание прибытия международных рейсов (IAB) для пассажиров, использующих аэропорт в качестве транзитного пункта на стыковочных рейсах. Транспортная система TerminaLink позволяет транзитным пассажирам перемещаться между терминалами, не выходя за пределы стерильных зон аэропорта, поэтому в случае прибытия пассажира в один терминал и вылетё его из другого отсутствует необходимость в повторном прохождении процедуры досмотра безопасности. Железная дорога TerminaLink имеет три остановки: в Терминалах B, C и между терминалами D и E (включая зону международного прибытия IAB). В начале 2008 года начались строительные работы плановой стоимостью около 100 млн долларов США, нацеленные на продление железнодорожной линии TerminaLink до пассажирского Терминала A.
За пределами стерильных зон аэропорта действует подземная транспортная система WEDway, связывающая между собой все пассажирские терминалы и гостиницу аэропорта. Из стерильной зоны Терминала A пассажиры могут добраться до стерильных зон терминалов B и C при помощи автобусного сообщения.

## Наземный транспорт

### Автобусы

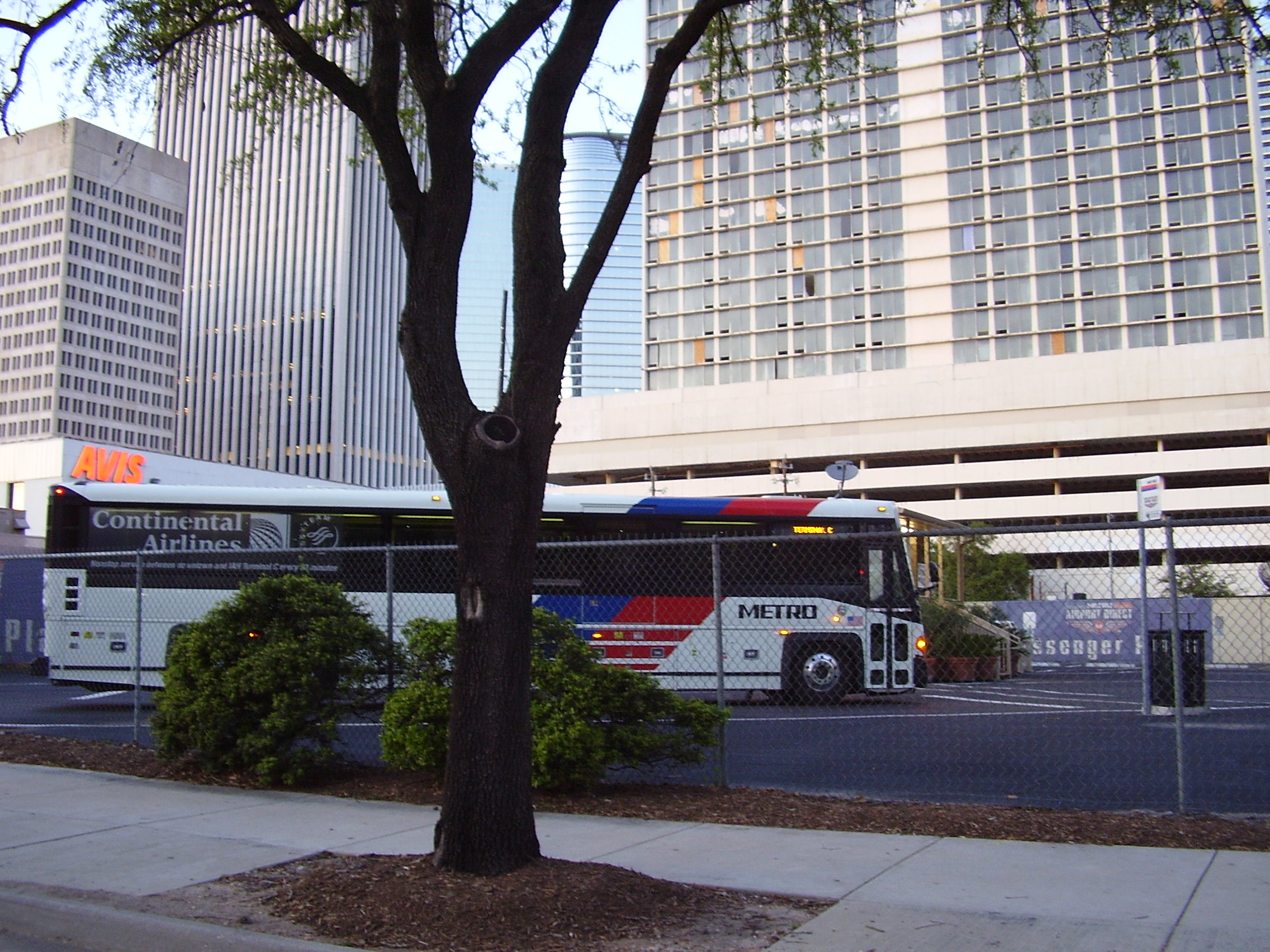
Автобус Столичного управления транспортных перевозок округа Харрис

С южной стороны пассажирского Терминала C отправляются автобусы рейса № 102 Столичного управления транспортных перевозок округа Харрис (сокращённо — METRO).

### Микроавтобусы
Множество гостиниц и мотелей Хьюстона предлагают услуги по доставке пассажиров из аэропорта на микроавтобусах. Сделать заказ микроавтобуса можно по телефонам, размещённым в зонах получения багажа пассажирских терминалов.

### Такси
Воспользоваться услугами такси можно, обратившись к работникам службы наземных перевозок, которая действует в каждом пассажирском терминале аэропорта. Оплата за проезд такси из Аэропорта Хьюстон Интерконтинентал в пункты назначения в городе или его окрестностях происходит по фиксированному тарифу. В случае отсутствия места назначения в стандартном списке такси, проезд оплачивается по фактическому километражу.

## Грузовые авиаперевозки
Аэропорт Хьюстон Интерконтинентал занимает 11-е место в списке крупнейших аэропортов США по показателю объёма международных грузовых авиаперевозок. В 2007 году через аэропорт прошло 387 000 тонн грузов, что на 5,4 процента больше, чем в 2006 году.
В январе 2003 году руководством аэропорта было принято решение о строительстве грузового терминала CargoCenter площадью 51 095 квадратных метров, смета строительства составила 125 млн долларов США. Грузовой терминал способен обслуживать до двадцати широкофюзеляжных самолётов одновременно и в течение последующих пяти лет последовательно расширялся до используемой в настоящее время площади в 81 752 квадратных метров. CargoCenter имеет свой собственный филиал Федеральной таможенной службы США, а также представительства Иммиграционной службы, Министерства сельского хозяйства США и Службы по здоровью растений и животных при Министерстве сельского хозяйства США.
Инфраструктура грузовых операций аэропорта также включает в себя Международный терминал грузовых перевозок CargoCenter II, занимающий площадь в 18 288 квадратных метров и предназначенный для обработки и хранения скоропортящихся грузов. CargoCenter II расположен в здании грузового терминала CargoCenter.
В течение последних пяти лет ежегодно журнал Air Cargo World («Мировые авиаперевозки — международные тенденции и анализ») присуждает Аэропорту Хьюстон Интерконтинентал первую премию ACE Award for Excellence в категории аэропортов с оборотом менее 500 000 тонн грузов в год.

### Распределение международных грузов
- Европа — 44 %
- Азия — 23 %
- Средний Восток — 16 %
- Африка — 8 %
- Латинская Америка — 7 %
- Северная Америка — 1 %[34]

### Грузовые авиакомпании
- ABX Air (под торговой маркой DHL)
- Aeromexpress
- Air Cargo Carriers
- Air France Cargo
- Atlas Air
- Ameriflight
- Ameristar Jet Charter
- Baron Aviation Services (под торговой маркой FedEx)
- BAX Global
- British Airways World Cargo
- Cargolux
- Cathay Pacific Cargo
- China Airlines Cargo
- EVA Air Cargo
- FedEx Express
- Gemini Air Cargo
- Korean Air Cargo
- Martinaire (под торговой маркой United Parcell Service)
- Polar Air Cargo
- Авиакомпания «Полёт»
- Saudi Arabian Airlines Cargo
- Southern Air
- UPS Airlines
- Авиакомпания «Волга-Днепр»

## Авиапроисшествия и несчастные случаи[35]
- 3 ноября 1973 года, рейс 27 авиакомпании National Airlines Хьюстон—Лас-Вегас, самолёт McDonnell Douglas DC-10-10, регистрационный номер N60NA. В процессе полёта командир корабля и бортинженер экспериментировали с системой автоматического управления тягой, что привело к превышению допустимого предела оборотов правого двигателя и его разрыву. Обломки разлетевшегося двигателя задели фюзеляж, пробили иллюминатор, вызвав взрывную декомпрессию и один пассажир был вытянут в образовавшееся отверстие. Экипаж сумел благополучно посадить самолёт. Из 115 человек на борту погиб один[36][37].
- 11 сентября 1991 года, рейс 2574 авиакомпании Britt Airways (под брендом Continental Express) Ларедо—Хьюстон, лайнер Embraer EMB 120 Brasilia, регистрационный номер N33701. При заходе на посадку в Аэропорту Хьюстон Интерконтинентал самолёт потерял горизонтальный стабилизатор, вошёл в пике и разбился. Погибли все 14 человек на борту. Причиной катастрофы стало халатное отношение при проведении ремонтных работ — в процессе расследования инцидента зафиксировано отсутствие 47 болтов крепления верхней поверхности ведущей кромки горизонтального стабилизатора[38][39].
- 19 февраля 1996 года, рейс 1943 авиакомпании Continental Airlines Вашингтон—Хьюстон, McDonnell Douglas DC-9-32. Самолёт произвёл посадку на взлётно-посадочную полосу 27 с невыпущенными шасси, проехал на брюхе 2100 метров и остановился в конце полосы со смещением на 42 метра влево от её оси. Несколько человек из находившихся на борту получили незначительные травмы, погибших нет[40].
- 20 декабря 2008 года, рейс 1404 авиакомпании Continental Airlines Денвер—Хьюстон, Boeing 737-800. После касания взлётно-посадочной полосы 34R самолёт задел левым двигателем покрытие ВПП и загорелся. Во время посадки снега на взлётно-посадочной полосе не было, однако дул боковой ветер со скорость 36 миль в час. Из 115 человек на борту никто не погиб, 38 человек получили ранения, в том числе как минимум два человека были ранены тяжело. Комиссия по расследованию инцидента не смогла установить истинных причин аварии[41][42][43].

## Галерея фотографий аэропорта

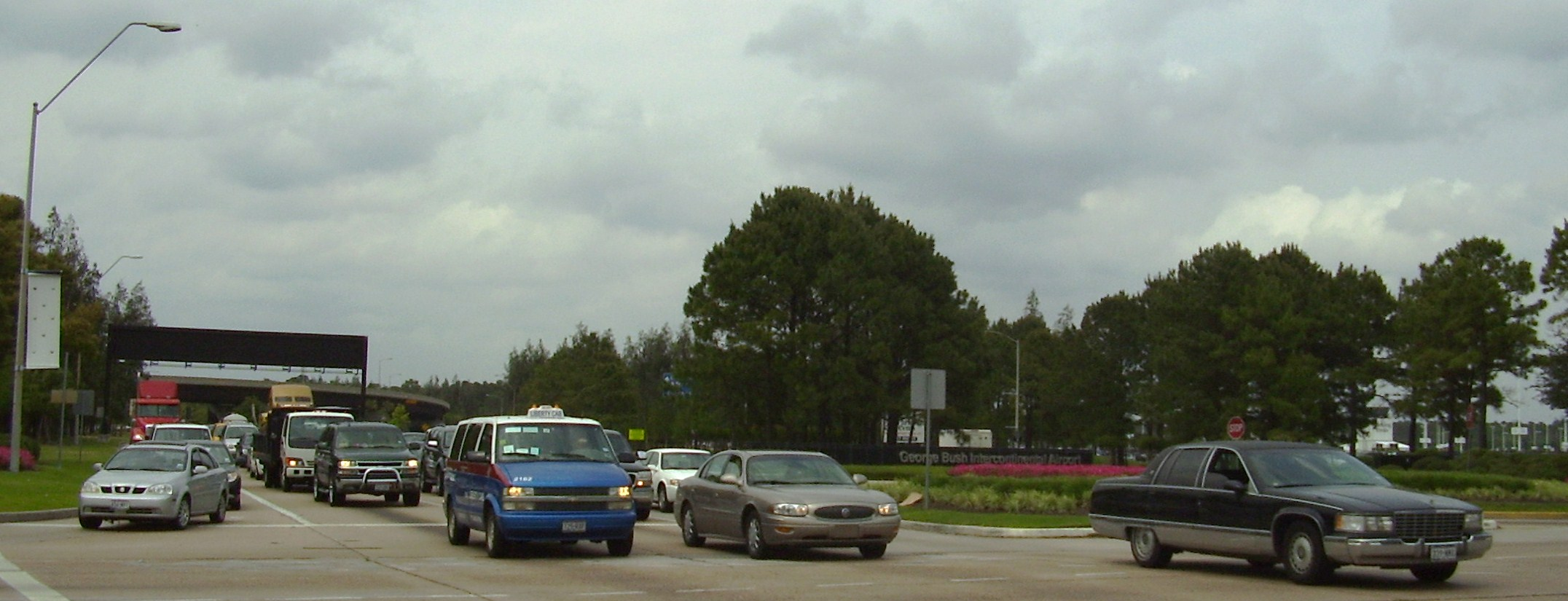
Главный въезд в аэропорт с бульвара имени Джона Кеннеди
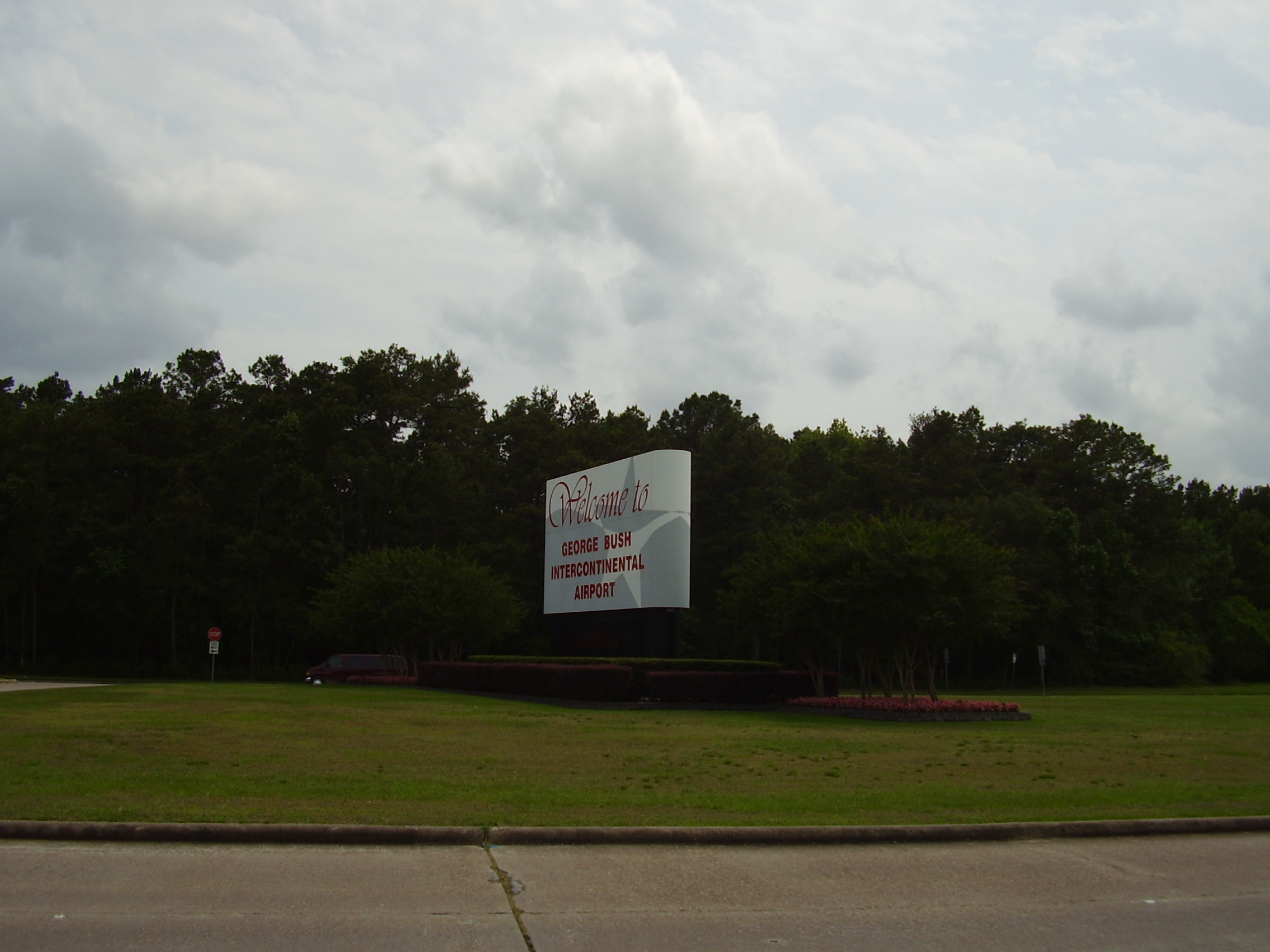
Информационный щит на въезде в зону аэропорта с шоссе Уилл-Клейтон-Паркуэй
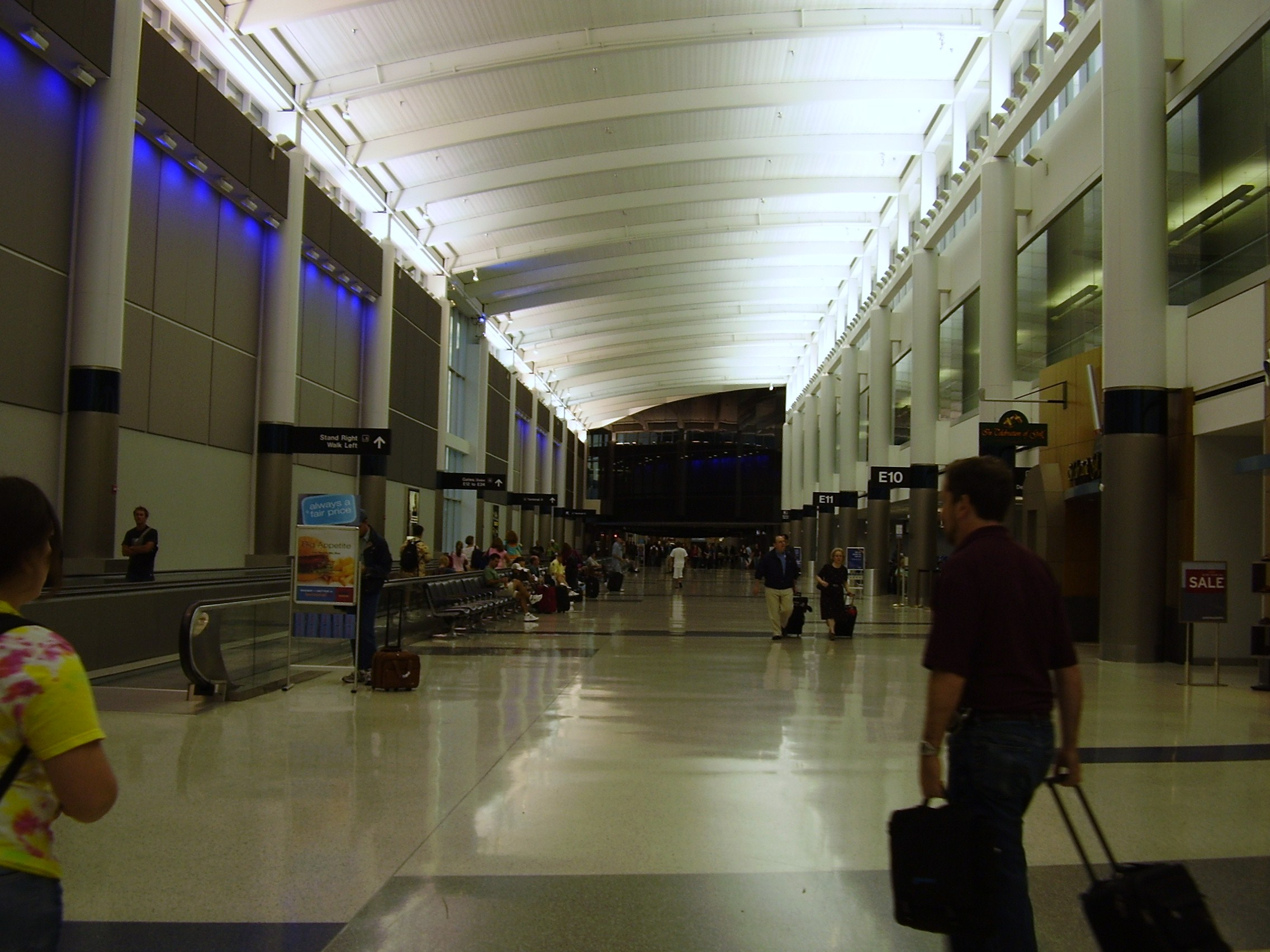
Терминал E
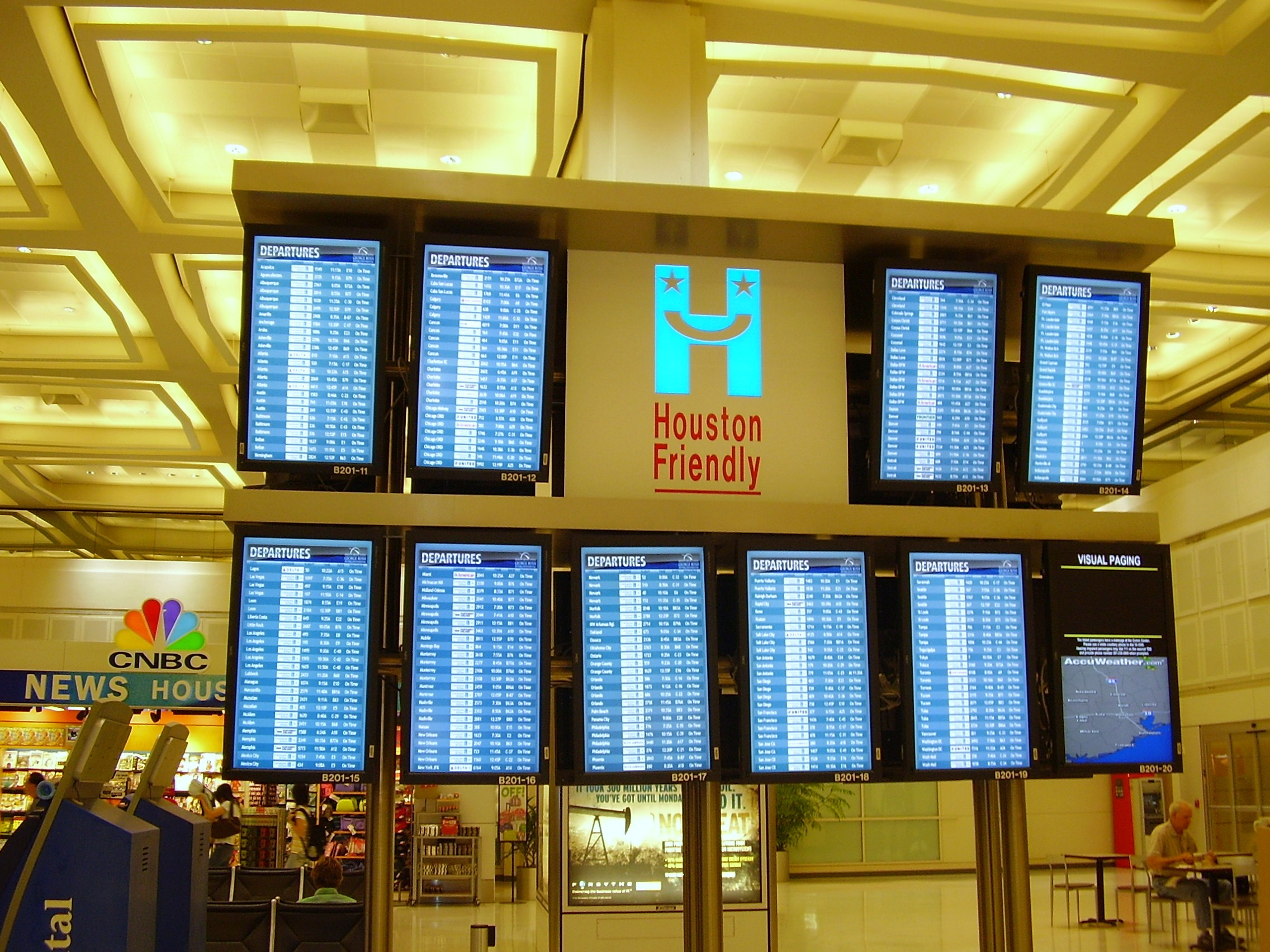
Мониторы информационной системы аэропорта в Терминале B
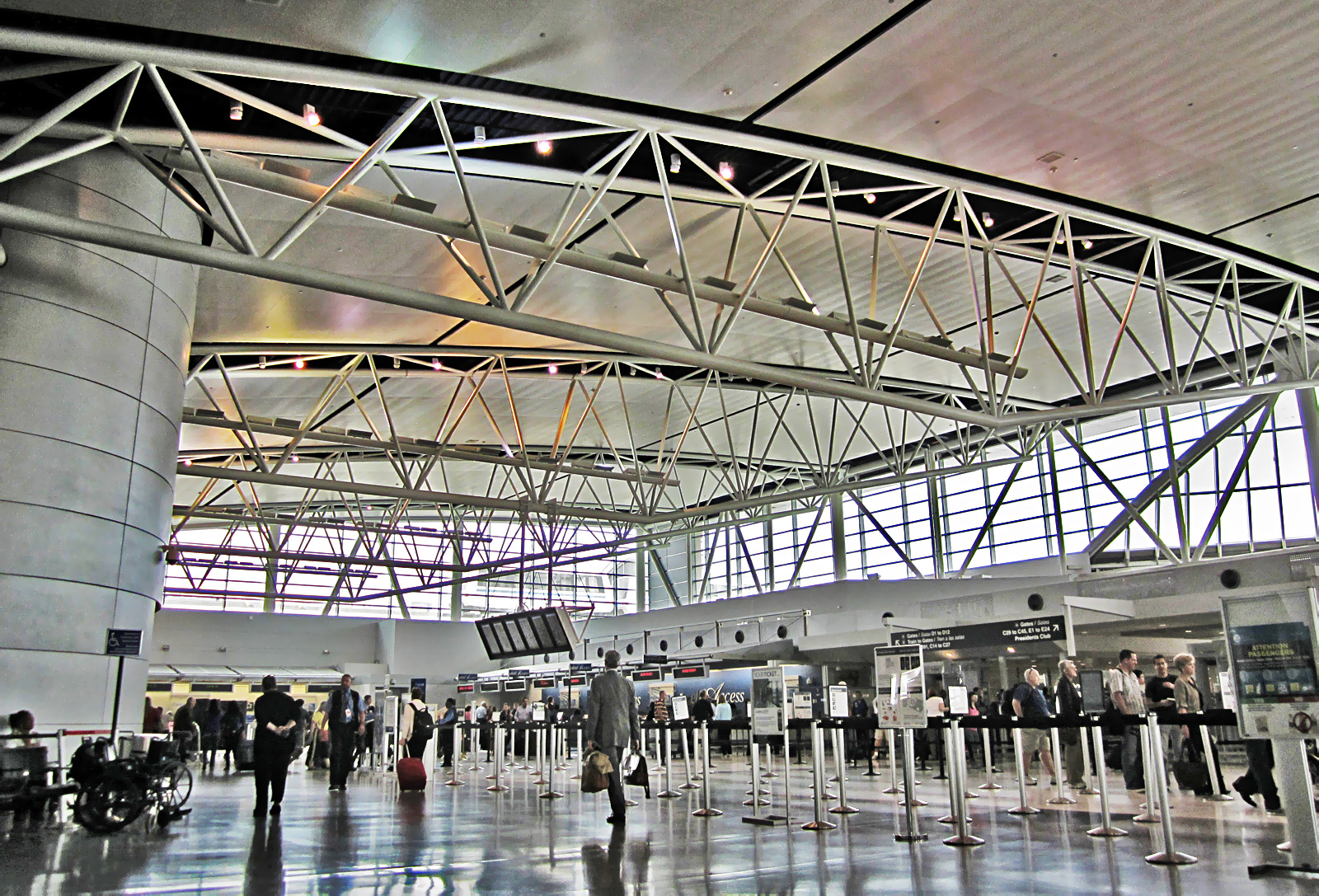
Зал ожидания в терминале E